# Xiaolou
Xiaolou (kinesiska: 小楼) är en köping i sydöstra Kina. Den ligger i stadsdistriktet Zengcheng i provinshuvudstaden Guangzhou i provinsen Guangdong,  omkring 64 kilometer nordost om centrala Guangzhou. Antalet invånare är 33 725. Befolkningen består av 15 454 kvinnor och 18 271 män. Barn under 15 år utgör 18,0 %, vuxna 15-64 år 71 %, och äldre över 65 år 10,0 %.